# حمامة كاناكا
حمامة كاناكا (الاسم العلمي: Caloenas canacorum)، والمعروفة أيضًا باسم الحمامة الخضراء الكبيرة أو حمامة العُرف الكبيرة، هو نوع منقرض من الحمام. ربما أُصطيد حتى الانقراض من قبل المستوطنين الأوائل لكاليدونيا الجديدة وتونغا منذ قرابة 2500 عام. وصف من بقايا مستحثات منه وجدت في كهوف بينداي في كاليدونيا الجديدة. سُمي النوع على شعب الكاناك، أحد شعوب ميلانيزيا الأصلاء في كاليدونيا الجديدة. كانت أكبر من ناحية القد بنسبة 25٪ من أقرب أقربائها التي على قيد الحياة، حمامة نيكوبار